# Sjamil Sabirov
Sjamil Sabirov, född den 4 april 1959 i Karpinsk, dåvarande Sovjetunionen, är en sovjetisk boxare som tog OS-guld i lätt flugviktsboxning 1980 i Moskva. Av de åtta medaljerna Sovjetunionen tog på hemmaplan i boxning vid olympiska sommarspelen 1980 var detta det enda guldet.